# Ossó de Sió
Ossó de Sió est une commune d'Espagne dans la communauté autonome de Catalogne, province de Lérida, de la comarque d'Urgell

## Personnalités
- Xavier Novell (1969-), prélat catholique espagnol, est né à Ossó de Sió.